# Yassine Bouteffaha
Yassine Bouteffaha, né le 25 juillet 1996, est un handballeur tunisien.
En 2012, il fait partie de la sélection nationale des minimes avant, en 2014, d'être appelé en équipe nationale cadets, avec laquelle il participe en février 2014 au championnat méditerranéen des cadets. En août 2014, il participe aux Jeux olympiques de la jeunesse. Malgré son jeune âge, il intègre l'effectif des seniors au Club africain, avec qui il dispute la quinzième édition du championnat arabe des clubs vainqueurs de coupe en 2020.
En 2019, il est convoqué pour la première fois pour un stage de l'équipe nationale.

## Carrière
- 2014-2020 : Club africain (Tunisie)
- 2020-2021 : Al-Ahli SC (Arabie saoudite)
- 2021-2022 : Club africain
- 2022-2024 : Al Ahli SC (Qatar)
- depuis 2024 : Al-Duhail SC (Qatar)

## Palmarès
- Vainqueur du championnat de Tunisie : 2015, 2022
- Vainqueur de la coupe de Tunisie : 2015, 2016
- Médaille d'or à la Supercoupe d'Afrique 2015 (Gabon)